# Fonte Outeiro
Fonte Outeiro es una aldea española situada en la parroquia de Dodro, del municipio de Arzúa, en la provincia de La Coruña, Galicia.

## Demografía
| Gráfica de evolución demográfica de Fonte Outeiro entre 2000 y 2018 |
|                                                                     |
| Datos según el nomenclátor publicado por el INE.                    |